# Маккензи, Джулия
Джулия Маккензи (англ. Julia McKenzie, род. 17 февраля 1941) — британская актриса, певица, театральный режиссёр.

## Биография
Джулия Кэтлин Маккензи родилась в графстве Мидлсекс, Великобритании в семье Кэтлин Роу и Албиона Маккензи.
Исполняла роли мисс Аделаиды в постановке «Парни и куколки» (1982) и миссис Ловетт в спектакле «Суини Тодд» (1994), за каждую из которых удостоилась премии Лоренса Оливье. В 1990 году исполняла роль ведьмы в мюзикле Стивена Сондхайма «Чем дальше в лес». За роль в постановке «Женское счастье» (1985) получила премию Evening Standard Award for Best Actress.
Также снялась в нескольких эпизодах «Чисто английского убийства», но позднее ушла из сериала.
В 2009 году Джулия заменила Джеральдин Макьюэн в сериале «Мисс Марпл Агаты Кристи». Именно эта роль принесла ей наибольшую известность.
В 1971 году Маккензи вышла замуж за Джерри Харта. В браке родились сын и дочь.

## Избранная фильмография
| Год       |   | Русское название        | Оригинальное название    | Роль             |
| --------- | - | ----------------------- | ------------------------ | ---------------- |
| 1989      | ф | Ширли Валентайн         | Shirley Valentine        | Джиллиан         |
| 2003      | ф | Золотая молодёжь        | Bright Young Things      | Лотти Крамп      |
| 2006      | с | Убийства в Мидсомере    | Midsomer Murders         | Руби Уилмотт     |
| 2006      | ф | Скандальный дневник     | Notes on a Scandal       | Марджори         |
| 2007—2009 | с | Крэнфорд                | Cranford                 | миссис Форрестер |
| 2008—2013 | с | Мисс Марпл Агаты Кристи | Agatha Christie’s Marple | мисс Марпл       |
| 2012      | с | Городок                 | The Town                 | Бетти Николас    |
| 2015      | с | Случайная вакансия      | The Casual Vacancy       | Ширли Моллисон   |